# Leadhills
Leadhills [ˈlɛdhɪls] (engl. „Bleihügel“) ist ein Ort der im Südwesten Schottlands gelegenen Unitary Authority von South Lanarkshire.
Das Dorf ist, nach Wanlockhead, die am zweithöchsten gelegene Ortschaft Schottlands auf 395 Meter über dem Meeresspiegel. Leadshill liegt nahe der Quelle des Glengonnar Water, einem Zufluss des Clyde.
Im Ort gibt es eine Freimaurerloge und eine Bibliothek. Die Bibliothek ist die älteste Öffentliche Bibliothek des Vereinigten Königreichs. Sie entstand als 23 Bergmänner 1741 die „Leadhills Reading Society“ gründeten.
Bis 1939 zweigte in Elvanfoot von der Caledonian Railway die Nebenstrecke Elvanfoot–Wanlockhead ab. Seit 1986 betreibt die Leadhills & Wanlockhead Railway eine Schmalspurbahn auf der Strecke.
In Wanlockhead und Leadhill wurde über Jahrhunderte Blei und Silber abgebaut, nach einigen Wissenschaftlern schon seit der Römerzeit. Goldvorkommen wurden während der Regentschaft Jakob IV. entdeckt. Der Abbau bot Arbeit für 300 Personen, wurde, da er nicht mehr profitabel war, in den 1930ern aufgegeben.
Die Minerale Lanarkit, Leadhillit, Susannit, Plattnerit, Scotlandit, Macphersonit, Chenit und Mattheddleit wurden erstmals in Leadhills gefunden.
Der schottische Dichter Allan Ramsay und William Symington, ein schottischer Pionier der Dampfschifffahrt wurden in Leadhills geboren. Der schottische Mathematiker James Stirling arbeitete hier von 1737 bis zu seinem Tod 1770 für eine Bergbaugesellschaft.